# Leaota
Leaota (531.12) – grupa górska w centralnej Rumunii, na północ od miasta Târgoviște. Są częścią Karpat Południowych. Sąsiadują z górami Bucegi na wschodzie i Piatra Craiului na zachodzie.
Najwyższy szczyt to Laeota (2133 m n.p.m.).